# Vratič chocholičnatý

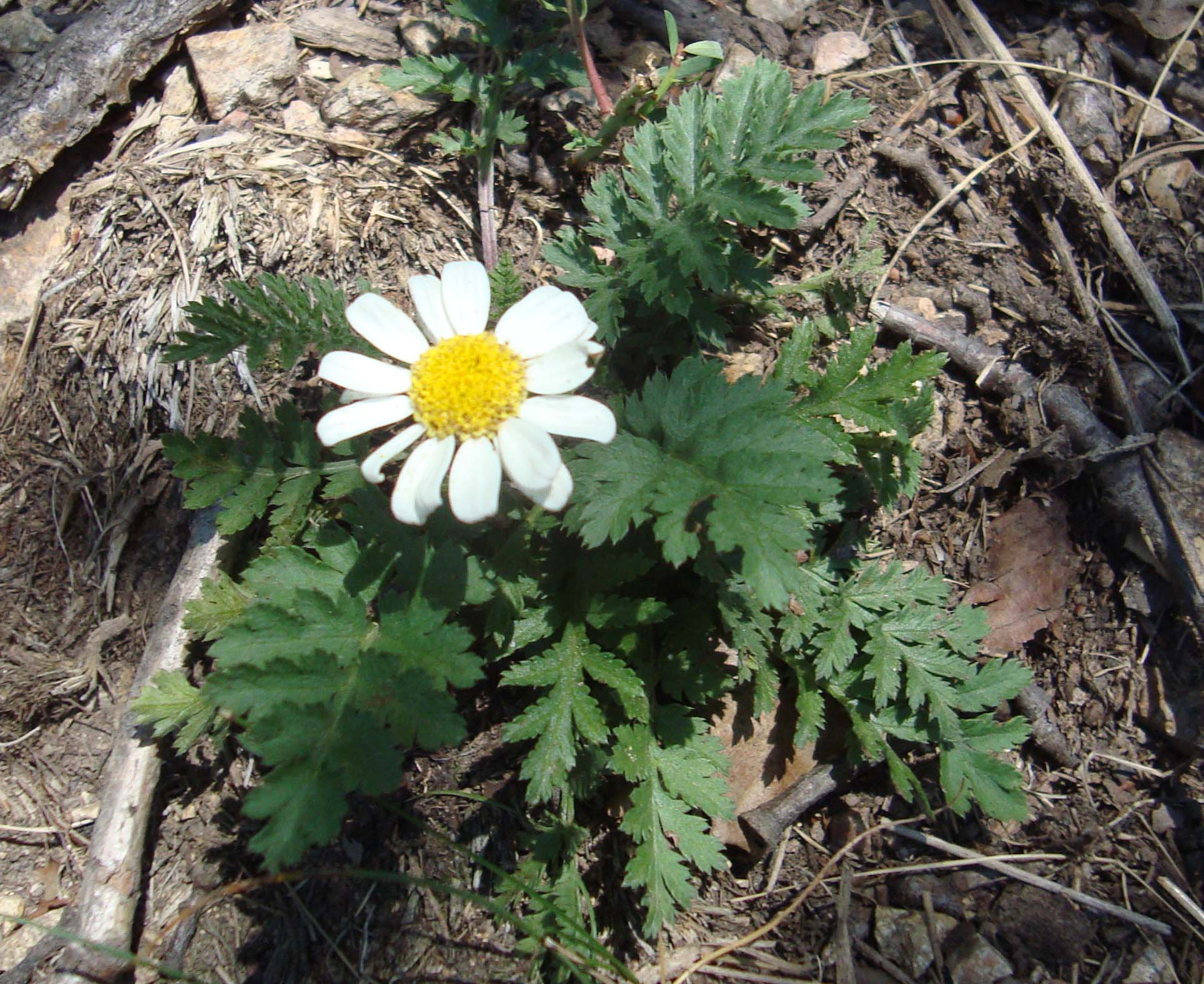
Rozkvetlý úbor a listy

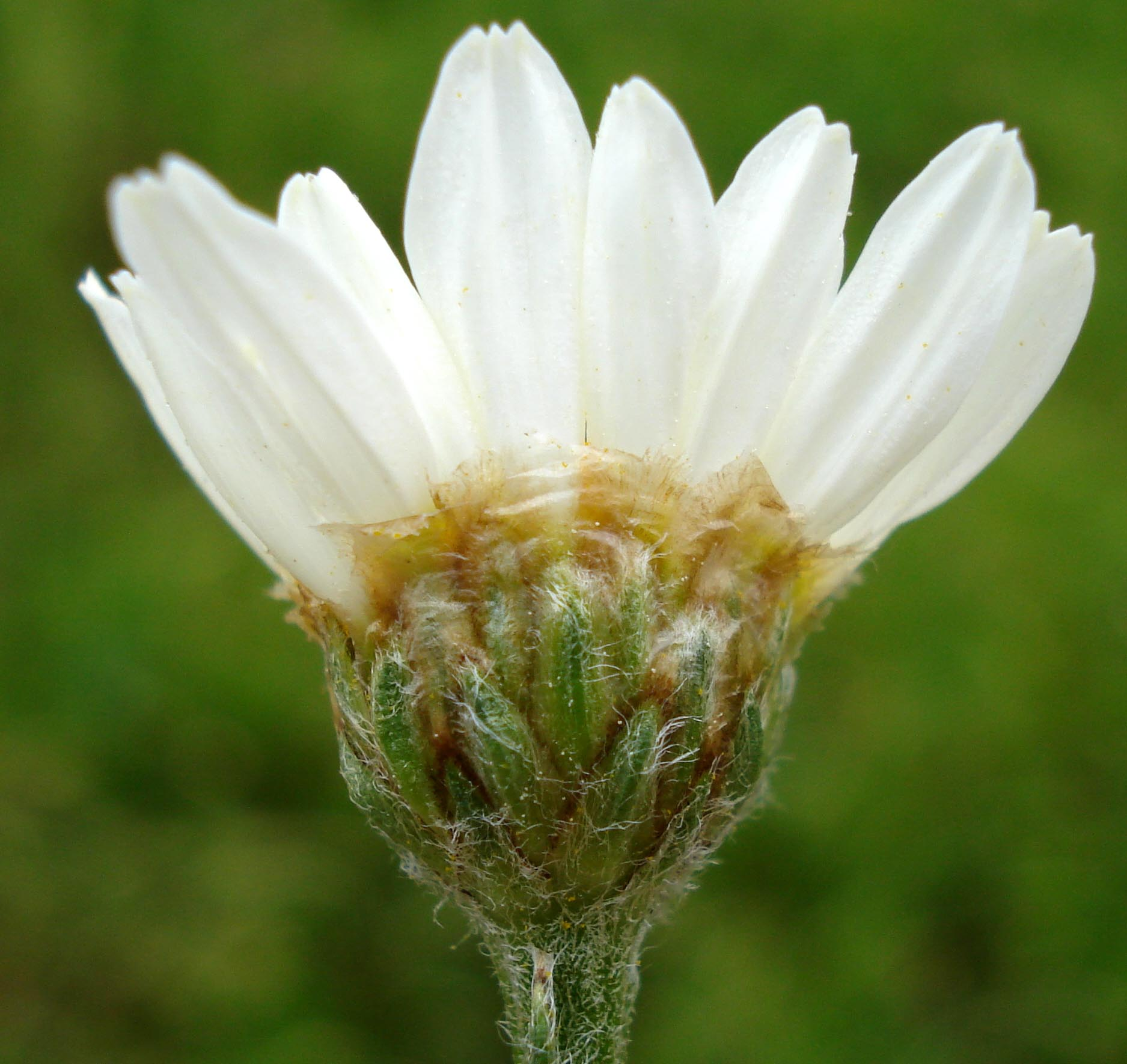
Zákrov úboru

Vratič chocholičnatý (Tanacetum corymbosum) je vytrvalá, planě rostoucí rostlina slunných strání, kvetoucí v letních měsících žlutobílými květy sestavenými do nevelkých úborů. Tento v české přírodě původní druh je nyní nomenklaturně jedním z mnoha druhů rodu vratič (Tanacetum), v minulosti byl řazen do rodu Pyrethrum a ještě předtím do rodu Chrysanthemum.

## Ekologie
Teplomilný hemikryptofyt vyskytující se v lesnatých oblastech termofytika. Roste ve světlých lesích a jejích okrajích, v lesostepích, suchomilných trávnících i na výslunných skalnatých stráních, obvykle na lehké písčité, střední hlinité i těžké jílovité, vždy však dobře odvodněné půdě. Upřednostňuje půdy slabě vysýchavé, bohaté na živiny a s podložím z bazických hornin. K růstu potřebuje plné slunce, ve stínu neprospívá. Toleruje silné větry, špatně roste v blízkosti moře, nesnáší zasolenou půdu. Rostlina kvete od června do srpna. Stupeň ploidie x = 4, počet chromozomů 2n = 36.

## Rozšíření
Rostlina je rozšířena téměř v celé Evropě (vyjma Skandinávie a severu Ruska) a dále její areál na východě zasahuje na Kavkaz, západní Sibiř, do Střední a jihozápadní Asie a i na území severní Afriky.
V české krajině se vyskytuje hlavně v teplejších lesnatých oblastech termofytika a přilehlých oblastech mezofytika. Hojný je nejvíce na Moravě v Bílých Karpatech a v Čechách na Křivoklátsku a v Českém krasu.

## Popis
Vytrvalá, obvykle chlupatá bylina s přímou lodyhou, vysokou 40 až 80 cm, vyrůstající z rozvětveného uzlovitého oddenku. Lodyha je v horní části řídce rozvětvená, bývá pěti i vícehranná, plná a někdy na bázi fialově naběhlá. Je řídce porostlá střídavými, na rubové straně světlejšími listy s úzce eliptickými čepelemi, které jsou v horní části peřenosečné a ve spodní zpeřené, mívají pět i více párů kopinatých, zubatých peřenosečných úkrojků či peřenosečných lístků. Spodní lodyžní listy s řapíkem asi 4 cm dlouhým jsou nahloučené, mají zpeřené čepele 10 až 21 cm dlouhé a 3 až 7 cm široké; výše vyrůstající listy jsou přisedlé a jejích peřenosečné čepele jsou dlouhé 3 až 5 cm a široké 2 až 4 cm.
Na vrcholu lodyhy a jejích větví vyrůstají květy sdružené ve 4 až 5 cm velkých stopkatých úborech, které v počtu tři až patnáct vytvářejí řídkou koncovou chocholičnatou latu. Úbory mají polokulovitý zákrov velký 10 až 15 mm se střechovitě se překrývajícími listeny ve čtyřech řadách. Květy ve středu úboru jsou oboupohlavné, mají srostlou trubkovitou, žlutou, pěticípou korunu a redukovaný kalichem. Okrajové květy jsou samičí, jazykovité, s čistě bílou, rýhovanou, asi 10 až 20 mm dlouhou ligulou se třemi zuby na vrcholu. Samosprašné květy bývají opylovány létajícím hmyzem, včelami a mouchami, slétajícím se pro nektar v drobných květech. Plody jsou asi 3 mm dlouhé skořicově hnědé nažky s drobným lemem, které dozrávají počátkem podzimu a jsou rozfoukávané větrem.
Rostliny se rozmnožují na podzim či brzy na jaře vysetými semeny (nažkami), nebo rozdělením trsu s částí oddenku.

## Význam
Vratič chocholičnatý nemá valného ekonomického významu, snad jen lze připomenout, že se v některých krajích používá v lidovém léčitelství. Tinktura sloužívá jako repelent proti hmyzu, nať ve formě nálevu proti bolestem, horečkám, na podporu trávení, proti střevním parazitům i pro rozšíření cév. Čerstvé listy se žvýkaly při migréně. Rostlina se sklízí, když přichází do květu, a může se sušit pro pozdější použití. Květenství s právě nakvetlými květy se také mohou usušit a použít při aranžování do suché vazby.